# Bildhauersymposion Hořice

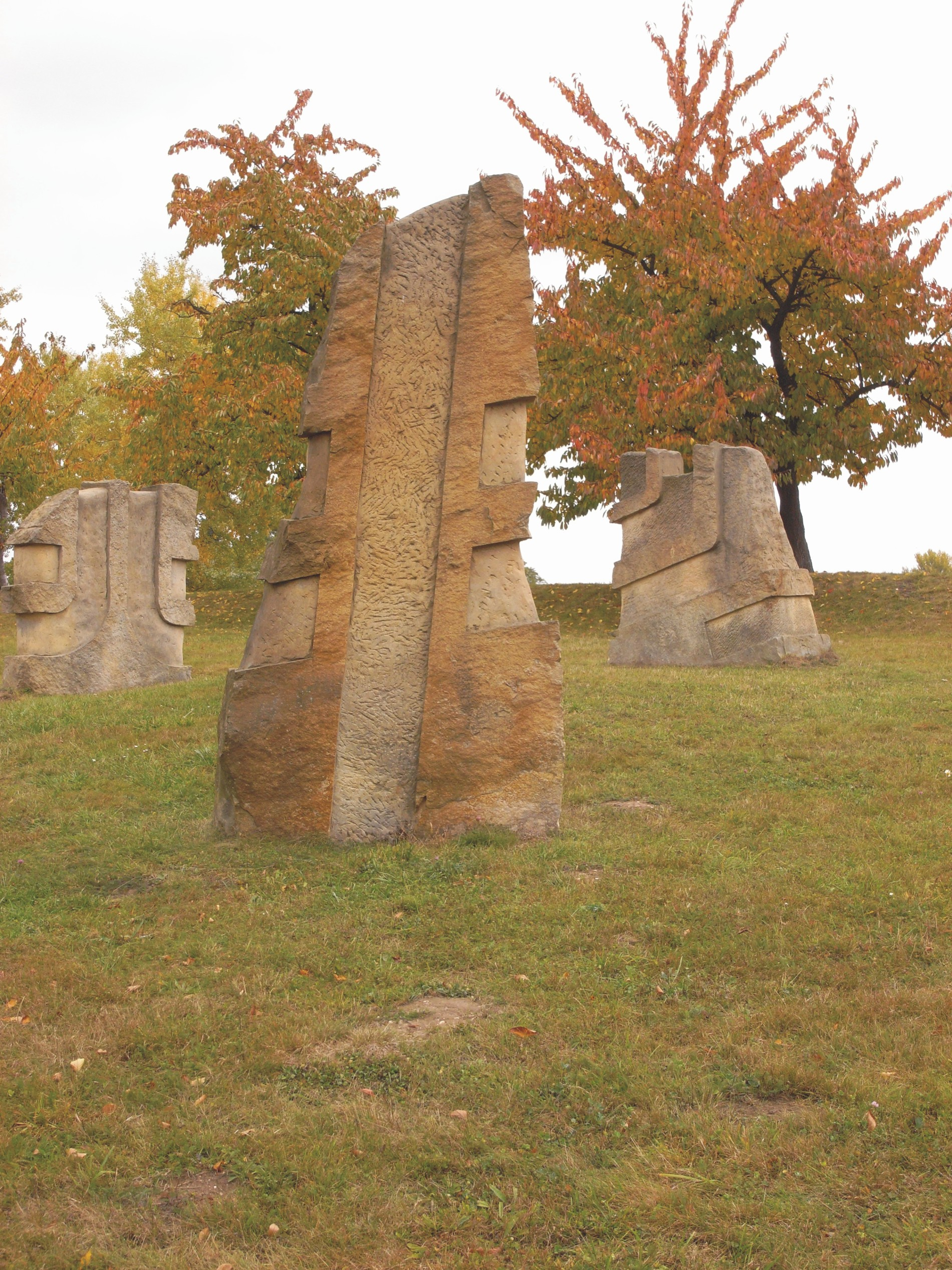
Plastiken im Skulpturenpark von Hořice aus Sandstein der Region

Das erste Bildhauersymposion Hořice (tschechisch Hořické Sochařské Symposium) fand im Jahre 1966 in der tschechischen Stadt Hořice im Okres Jičín statt. Dieser Ort besitzt zwei öffentliche Skulpturensammlungen, in denen historische und neuzeitliche Skulpturen aus Stein aufgestellt werden; seit 1966 auch die Skulpturen, die in den Symposien entstehen.

## Geschichte
Hořice war im 19. Jahrhundert eine Stadt mit einer reichen Steinbildhauertradition und Ende 1883 entstand (1884 Ausbildungsbeginn) in diesem Ort unter der Leitung von Vilém Dokoupil eine Schule für Steinhauern, Steinmetzen und Steinbildhauer, da sich in der Umgebung zahlreiche Steinbrüche befanden, in denen kreidezeitliche Sandsteine gewonnen und auch verarbeitet wurden. Auch heute (2010) bildet in Hořice diese Steinmetz- und Steinbildhauerschule junge Menschen aus.

## Symposion 1966
Seit dem Jahre 1966 wird in Hořice ein Bildhauersymposion abgehalten, das auf das von dem Bildhauer Karl Prantl erstmals im Jahre 1959 abgehaltene Bildhauersymposion St. Margarethen bei St. Margarethen im Burgenland in Österreich zurückgeht. Einer der Teilnehmer des ersten Symposions von 1959 war Janez Lenassi, der im Jahre 1961 das Bildhauersymposion Forma Viva in Slowenien, damals Jugoslawien, mit gründete. Lenassi gehörte zu der Gruppe des ersten Bildhauersymposions Hořice im Jahre 1961.
Teilnehmer 1966
- Janez Lenassi mit Lügen
- Ladislav Zívr mit Zusammenwachsen und Leib
- Michael Schoenholtz mit Lady und Lady in Underground
- Vladimír Preclík mit Provinzstadt
- Zdena Fibichová mit Stela
- Zdeněk Šimek mit Gesicht

## Skulpturenpark

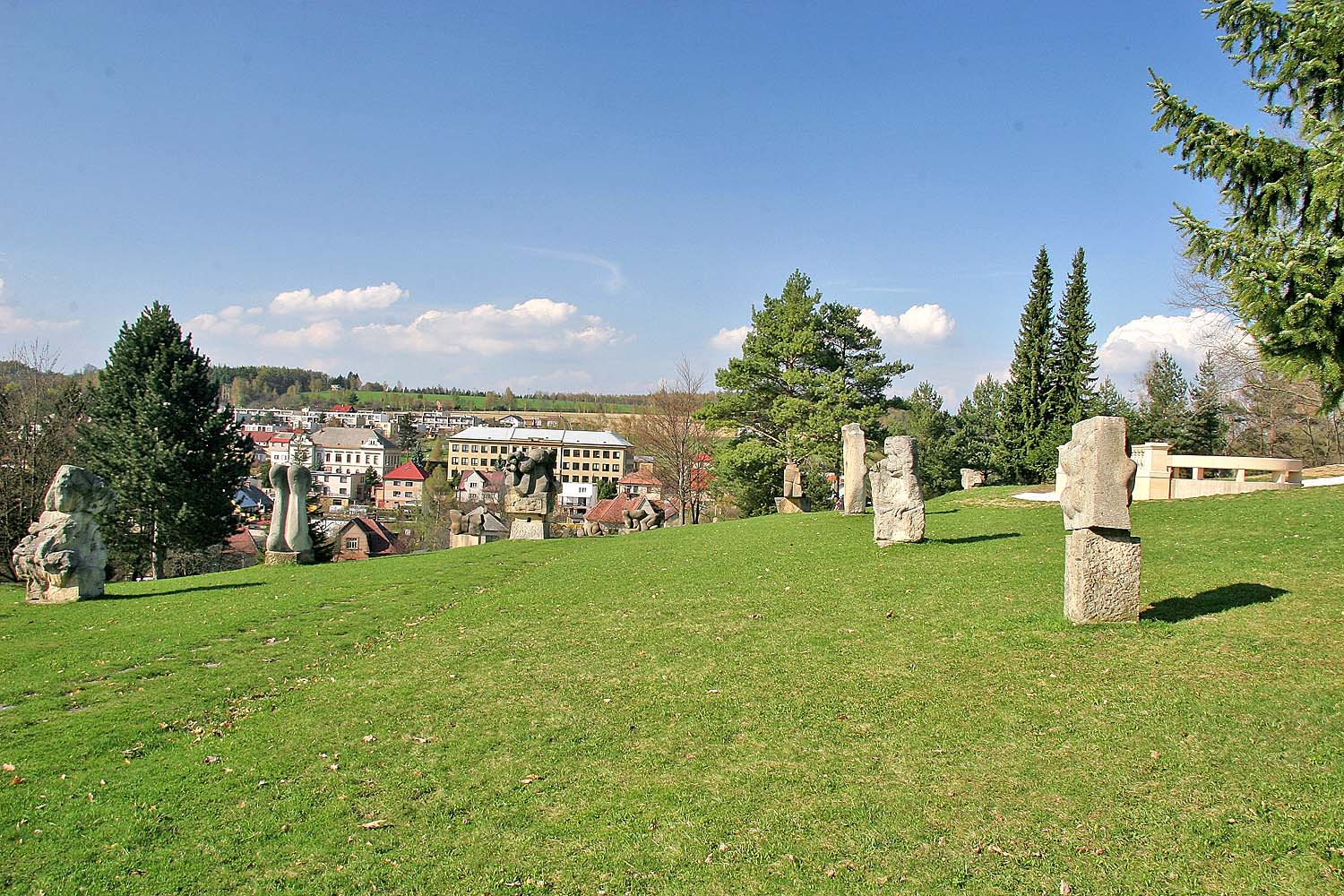
Skulpturenpark in Hořice

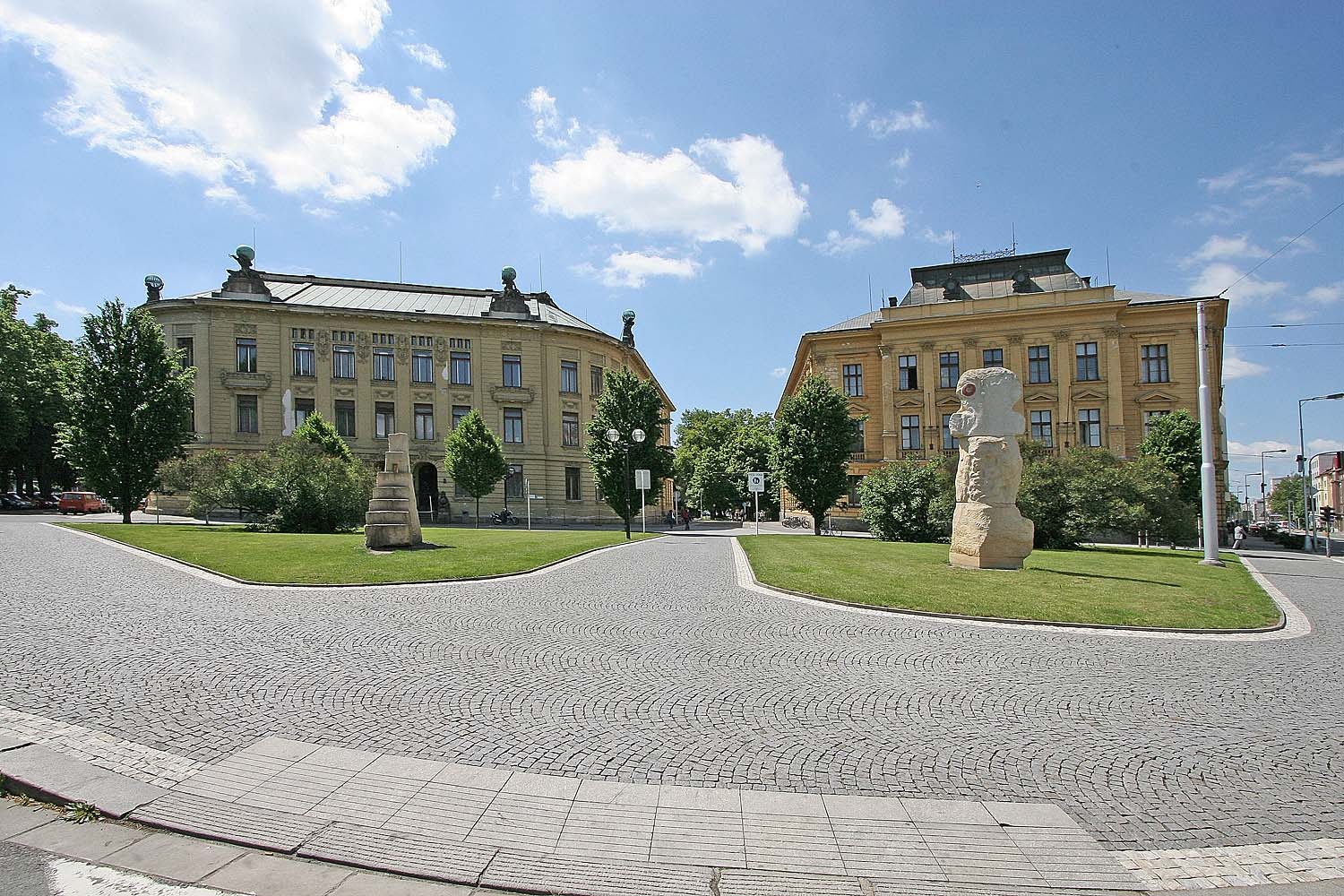
Skulpturen in Hradec Králové

Die Bildhauer, die am Symposion teilnehmen, arbeiten ihre Skulpturen aus dem lokal anstehenden Sandstein heraus und diese Skulpturen wurden auf dem Hügel des Heiligen Gotthard aufgestellt, wo sich mittlerweile 86 Werke befinden, die die Entwicklung der Bildhauerkunst zeigen. Teile des Skulpturenparks sind auch Bestandteil der Galerie der Statuen, die im Jahre 1908 errichtet wurde. Der Park ist mit dem 1903 errichteten Bedřich-Smetana-Park verbunden, der eine Sammlung tschechischer Skulpturen der ersten Hälfte des 20. Jahrhunderts enthält. Die seit dem Jahre 2002 anlässlich der Symposien geschaffenen Skulpturen werden auf Dauer im neugegründeten Skulpturenpark Park II aufgestellt, der in der Landschaft am nordöstlichen Ende von Hořice liegt, zuvor werden sie in Hradec Králové ein Jahr lang ausgestellt.